# Melikgyugh
Melikgyugh, Meliqjugh ou Meliqgyugh (en arménien Մելիքգյուղ ; anciennement Melik-Kendi) est une communauté rurale du marz d'Aragatsotn, en Arménie. Elle compte 1 209 habitants en 2009.